# Сабіт Дамолла
Сабіт Дамолла (уйг. سابىت داموللا ; кит.: 沙比提大毛拉·阿不都爾巴克; червень 1883—1934) — лідер уйгурського руху за незалежність, який очолював повстання Хотан проти уряду провінції Сіньцзян Цзінь Шуреня, а пізніше уйгурського лідера Ходжі Ніяза. Він широко відомий як перший і єдиний прем'єр-міністр короткочасної Ісламської Республіки Східний Туркестан з 12 листопада 1933 року до поразки республіки в травні 1934 року.

## Життя
Сабіт Дамолла Абдулбакі народився в 1883 році в повіті Атуш (Артукс) Кашгарського вілаєту, де отримав релігійну освіту. У 1920-х роках він закінчив Синьцзянську академію політики та права в Урумчі (пізніше стала Сіньцзянським університетом), засновану губернатором Ян Цзенсінем у 1924 році та спочатку викладав російську, китайську та уйгурську мови. Після закінчення університету він відвідав Близький Схід, відвідав Саудівську Аравію, Туреччину та Єгипет; він також відвідав Радянський Союз, де продовжив навчання. У 1932 році він повернувся до Сіньцзяна через Індію, де приєднався до еміра Мухаммада Аміна Бугри в підготовці повстання в районі Хотан. Сабіт Дамулла був переконаний, що ісламський світ не зацікавлений у підтримці незалежності уйгурів, і тому він замість цього звернувся до Великих держав. Ян Цзенсінь закрив видавничу компанію в Артуші, що належала Сабіту Дамуллі. Сабіт був джадидистом.

## Досягнення
У період з 12 листопада 1933 року по 6 квітня 1934 року він був обраний прем'єр-міністром короткочасної Турецької ісламської республіки Східний Туркестан у Кашгарі. У той час як Сабіт Дамолла Абдулбакі виступав за офіційну назву «Республіка Уйгурстан», Мухаммед Амін Бугра виступав проти цього, вважаючи, що для створення широкого антикитайського і антидунганського фронту в Сіньцзяні всі тюркські народи повинні називатися «турками», не тільки уйгури. Сабіт Дамулла також стояв за створенням незалежного уряду в Хотані 16 березня 1933 року, який він проголосив разом з еміром Мухаммадом Аміном Бугрою. Пізніше цей уряд поширив свою владу на Кашгар і Аксу через «Асоціацію незалежності Східного Туркестану» і сприяв проголошенню республіки в Старому місті Кашгара 12 листопада 1933 року. Ходжа Ніяз Хаджі, лідер Кумульського повстання у 1931 році, був запрошений Сабітом Дамуллою до Кашгару, щоб стати президентом самопроголошеної Республіки.

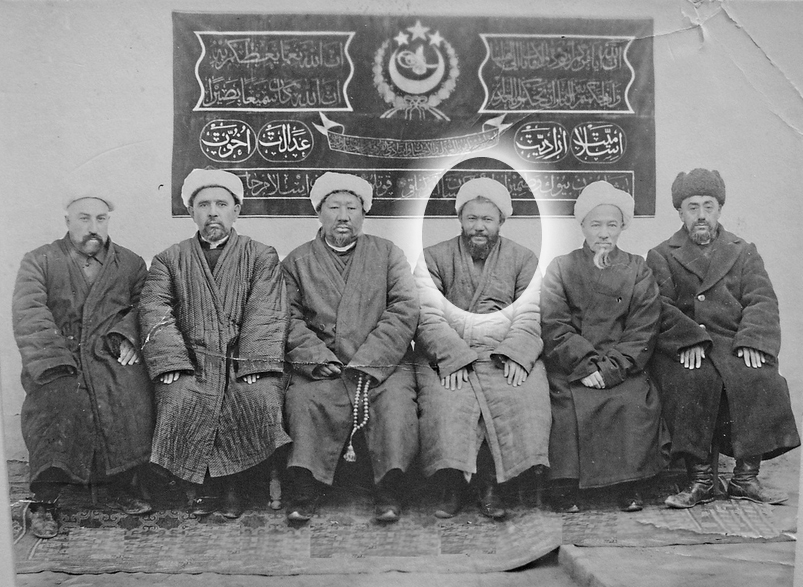
Прем'єр-міністр Сабіт Дамолла (у колі)

## Смерть
Сучасні джерела повідомляють, що Абдулбакі був схоплений Ходжею Ніязом поблизу Аксу наприкінці квітня 1934 року, а потім доставлений губернатору Шенг Шицаю. За повідомленнями, він був страчений через повішення в червні 1934 року в Урумчі. Раніше, на початку квітня 1934 року, перебуваючи у своєму рідному селі Артуш, Сабіт Дамулла відхилив декілька термінових пропозицій Ма Чжун'їна повернутися до Кашгару та створити військовий союз проти наступаючих спільних ворогів: радянського губернатора Шенг Шицая та Ходжі Ніяза. Пізніші джерела стверджують, що він був ув'язнений Шенгом в Урумчі, де він обміняв свої перекладацькі здібності на кращі умови в камері. Соратники-китайці-мусульмани, такі як офіцер Гоміньдану Лю Бінь-Ді, надали йому Коран та інші арабські та китайські ісламські тексти для перекладу на уйгурську мову (Встановлення ісламу в Китаї в 650 році походить від того, що халіф Усман передав Коран імператору Тан Гаозон у 650 році через посланника Саада ібн Абі Ваккаса, одного з перших сподвижників Мухаммеда). Лю було відправлено з Урумчі, щоб заспокоїти регіон Хі (Ілі) у 1944 році, але він запізнився. Невідомо, чи була ця робота завершена, сам Лю Бінь-Ді був застрелений повстанцями в Гулджі в листопаді 1944 року під час повстання, яке призвело до створення Другої Східно-Туркестанської Республіки 12 листопада 1944 року.

## Спадщина
Журнал Ісламської партії Туркестану, визнаної терористичною організацією, «Ісламський Туркестан» арабською: (تركستان الإسلامية) уйгурською: (ئىسلامى تۈركىستان) Випуск № 12 містив фотографію засновників Першої Республіки Східний Туркестан, у тому числі Сабіта Дамулли Абдулбакі під назвою «Чоловіки». who marked history in their blood" (رجال سطروا التاريخ بدمائهم) (1933—1352) featuring the caption «Founders of an independent islamic state in the Hijri year 1352 in East Turkestan» (مؤسسوا دولة إسلامية مستقلة عام 1352هـ في تركستان الشرقية).
Ідеолог Аль-Каїди Мустафа Сетмаріам Насар високо оцінив створення в 1933 році лідером ісламістів Дамуллою «Республіки Східного Туркестану».
Ісламська партія Туркестану згадала Першу Східно-Туркестанську Республіку та Сабіта Дамуллу (ثابت داملا) у номері 19 свого журналу «Ісламський Туркестан».